# Iglesia de la Virgen María de Nabajtevi
La Iglesia de la Virgen María de Nabajtevi es una iglesia ubicada en el pueblo de Nabakhtevi, municipio de Khashuri, Georgia. Este monumento del siglo XV en Nabakhtevi fue construido por orden de Kutsna Amiredjibi en el barranco de Cheratkhevi. 

## Historia
El vestíbulo de la iglesia y el campanario están incluidos en el complejo de iglesias de la Virgen María de Nabakhtevi. El vestíbulo, de 14,5 x 9,35, está construido con piedras grises labradas. La iglesia tiene dos entradas: desde el oeste (de ladrillo) y desde el norte. Hay dos riquezas semicirculares y una ventana en un ábside semicircular. Ahí se encuentra la representación de la Virgen, que se sienta en el trono con los santos. 
La pintura mural de la iglesia se realizó entre 1412 y 1431, pero fue dañada. Algunas composiciones se reubicaron en el museo de arte del estado de Georgia. Pinturas en el muro de separación del vestíbulo y posteriores mantienen tres registros: el argus -los ojos están representados en el registro superior- la hospitalidad de Abraham en el segundo, los Papas de la iglesia y Svimeon Mesvete en el tercero. 
En 2006, la iglesia de la Virgen María de Nabakhtevi fue señalada como Monumento Cultural Nacional de Georgia.